# Inkwizytorzy Marchii Trewizańskiej
Lista inkwizytorów działających na obszarze prowincji inkwizytorskiej Marchii Trewizańskiej od połowy XIII wieku aż do utworzenia w 1542 tzw. inkwizycji rzymskiej. Prowincja ta obejmowała północnowschodnie Włochy, od jeziora Garda na zachodzie po Friuli na wschodzie oraz diecezję trydencką na północy. Została utworzona przez papieża Innocentego IV w 1254. Jej obszar w XV wieku prawie w całości znalazł się pod kontrolą Republiki Wenecji.
Na wspomnianym obszarze pierwsi inkwizytorzy zostali mianowani prawdopodobnie w czerwcu 1251. Zostali nimi dominikanie Vincenzo da Milano i Jan z Vercelli. Jednakże trzy lata później Innocenty IV, dokonując podziału Włoch na prowincje inkwizytorskie, zadecydował, że w Marchii Trewizańskiej, podobnie jak w Toskanii, Romanii, Umbrii i Lacjum, funkcje inkwizytorskie pełnić będą inkwizytorzy z zakonu franciszkanów. Władze zakonu franciszkańskiego, tj. generał zakonu oraz lokalni prowincjałowie, uzyskali prawo mianowania i odwoływania inkwizytorów w tych prowincjach.
Pomimo że franciszkanie uzyskali powyższe przywileje już w 1254, najwcześniejsze wzmianki o franciszkańskich inkwizytorach w Marchii Trewizańskiej pochodzą dopiero z 1262. Może to być wprawdzie spowodowane niedostatkiem źródeł, niemniej, są przesłanki świadczące, że za czasu generalatu Jana z Parmy (1247–1257) władze zakonne franciszkanów były niechętne podejmowaniu tego rodzaju zadań przez ich zakonników. Jednak począwszy od roku 1262 franciszkanie aktywnie włączyli się w działalność inkwizycji i do końca XIII wieku udokumentowanych jest 21 inkwizytorów z tego zakonu działających w Marchii Trewizańskiej.
Na początku XIV wieku monopol franciszkanów na sprawowanie urzędu inkwizycji w Marchii Trewizańskiej został przełamany. W związku z oskarżeniami wobec inkwizytorów Bonisegna da Trento oraz Antonio da Padova o nadużycia finansowe 22 stycznia 1302 papież Bonifacy VIII wyłączył okręgi Padwy i Vicenzy spod jurysdykcji franciszkanów i przekazał je lombardzkim dominikanom. Okręgi te nie zostały jednak przyłączone do dominikańskiej prowincji inkwizytorskiej Lombardii i Marchii Genueńskiej, lecz nadal były uważane za część prowincji Marchii Trewizańskiej. Regulacja ta przetrwała 175 lat, gdyż 14 października 1477 papież Sykstus IV (sam wywodzący się z zakonu franciszkanów) zdecydował o przywróceniu tych okręgów franciszkanom.
W obecnym stanie badań trudno jednoznacznie stwierdzić, czy na obszarze tej prowincji wytworzył się jakiś w miarę trwały podział na okręgi inkwizytorskie. Trwały charakter miało z pewnością wyodrębnienie okręgów Padwy i Vicenzy, z uwagi na oddanie ich w ręce dominikanów. Z treści dokumentów papieża Grzegorza XI z 1373 i 1376 wynika, że tamtym okresie obszary prowincji podległe franciszkanom podzielone były na dwa główne okręgi: wschodni z głównym ośrodkiem w Wenecji i zachodni z głównym ośrodkiem w Weronie. W 1376 doprecyzowane zostały granice okręgu weneckiego; w jego skład weszły diecezje Castello, Grado, Akwilea i Jesolo. Podział ten chyba jednak nie przetrwał zbyt długo, gdyż w latach 30. XV wieku wyznaczany był jeden inkwizytor dla Wenecji i całej Marchii Trewizańskiej. W 1441 ponownie jednak mianowano w tej prowincji dwóch inkwizytorów. W drugiej połowie XV wieku jednak najprawdopodobniej był tylko jeden inkwizytor na całą prowincję (oprócz okręgów dominikańskich), z główną siedzibą w Wenecji lub Weronie, a jedynie sporadycznie wyodrębniano jakieś pojedyncze diecezje, co zapewne wynikało z faktu, że praktycznie cała ta prowincja znalazła się w granicach Republiki Weneckiej. Na początku lat 70. XV wieku ówczesny inkwizytor Marchii Trewizańskiej miał jurysdykcję nad diecezjami Wenecji, Chioggii, Torcello, Trydentu, Belluno, Feltre, Adrii i Akwilei. Kiedy w 1477 Sykstus IV przywrócił jurysdykcję franciszkanów nad Padwą i Vicenzą, władze tego zakonu początkowo nie mianowały dla nich oddzielnych inkwizytorów, lecz rozszerzyły na te okręgi kompetencje weneckiego inkwizytora Marco Pace da Lendinara. W 1530 franciszkanin Angelo Testa został mianowany inkwizytorem z jurysdykcją nad diecezjami Wenecji, Akwilei, Chioggii, Padwy, Vicenzy, Werony, Trydentu, Torcello, Adrii, Feltre i Belluno. 
W roku 1542 głównym ośrodkiem inkwizycji w Marchii Trewizańskiej była Wenecja. W ciągu kilku następnych lat średniowieczne struktury inkwizycyjne w Marchii Trewizańskiej zostały częściowo zreorganizowane i włączone w struktury nowo tworzonej inkwizycji rzymskiej.
Daty podawane w nawiasach wyznaczają okresy, w jakich poszczególni inkwizytorzy są poświadczeni źródłowo. Niekoniecznie pokrywają się one z rzeczywistym okresem sprawowania urzędu inkwizytorskiego. Z uwagi na braki w dokumentacji źródłowej katalog z pewnością nie jest kompletny.

## Inkwizytorzy w Marchii Trewizańskiej przed 1254
- Vincenzo da Milano OP (1251)[16]
- Jan z Vercelli OP (1251)[16]

## Inkwizytorzy Marchii Trewizańskiej z zakonu franciszkanów (1262–1542)

### Okres 1262–1350
- Florasio da Vicenza OFM (1262–1263)[17]
- Bartolomeo de Corradino OFM (1262–1269)[17]
- Rufino OFM (1263)[17]
- Nascimbene OFM (1269)[17]
- Timidio Spongati da Verona OFM (1273–1276)[17]
- Agostino OFM (1276)[17]
- Marco da Mantova OFM (1282)[17]
- Filippo Bonacolsi da Mantova OFM (1276–1289)[17]
- Alessio da Mantova OFM (1279–1281)[17]
- Bartolomeo Mascara da Padova OFM (1282–1286)[17][18]
- Francesco da Trissino OFM (1282–1290, 1295–1298)[17][19]
- Giuliano da Padova OFM (1289–1293)[17][20]
- Bonagiunta da Mantova OFM (1290–1292)[17][21]
- Alessandro Novella da Treviso OFM (1293–1294)[17]
- Antonio de Luca da Padova OFM (1293–1295)[17][19]
- Pietrobuono Brusemini da Padova OFM (1296–1298)[17][22]
- Costantino da Vicenza OFM (1297)[17]
- Dondedeo da Mantova OFM (1298)[17]
- Pietro da Bassano OFM (1298)[17][23]
- Bonisegna da Trento OFM (1298–1302)[17][24]
- Antonio da Padova OFM (1300–1302)[17][25]
- Pietro de Campolongo da Padova OFM (1303)[26]
- Aiulfo da Vicenza OFM (1304–1305)[17]
- Partenopeo da Padova OFM (1304–1316)[27]
- Paolino da Venezia OFM (1305–1307)[17][28]
- Petricino da Mantova OFM (1306–1310)[17][29]
- Ugo da Arqua OFM (1308)[17]
- Luchino di Como OFM, inkwizytor Werony (1310)
- Bertolino da Mantova OFM, inkwizytor Trydentu (1314)[30]
- Paolino da Milano OFM, inkwizytor Wenecji i Marchii Trewizańskiej (1319)[31]
- Bompietro da Mantova OFM, inkwizytor Werony (1314-1316)[32]
- Giacomo Serra OFM (1322)[33]
- Bonagiunta da Vicenza OFM (1322–1327)[34]
- Donato da Padova OFM, inkwizytor Treviso (1326–1327)[35]
- Giovanni Rosselli OFM (1328)[36]
- Girolamo da Mantova OFM, inkwizytor Werony (1328)[37]
- Francesco da Chioggia OFM (1331)[30]
- Alberto da Bassano OFM, inkwizytor Wenecji, Marchii Trewizańskiej i Trydentu (1332–1336)[38]
- Tommaso Genarini da Verona OFM, inkwizytor Wenecji i Trydentu (1343)[39]
- Petrino OFM, inkwizytor metropolii Akwilei i Grado (?–1350)[40]

### Okres 1350–1450
- Michele da Pisa OFM, inkwizytor metropolii Akwilei i Grado (1350–1356)[41]
- Bonifazio da Conegliano OFM, inkwizytor Werony (?–1372)[42]
- Ludovico de S. Martino di Venezia OFM, inkwizytor Wenecji (1366–1376)[43]
- Niccolò Muzio OFM, inkwizytor Werony (1373–?)[42]
- Marco Longo di Venezia OFM, inkwizytor Marchii Trewizańskiej (1377)[44]
- Giovanni di Gemona OFM, inkwizytor Wenecji (1384–1404)[45]
- Niccolò Cornaro di S. Agnese da Venezia OFM, inkwizytor Marchii Trewizańskiej (1384–?)[46]
- Nicola Ferragatti da Bettona OFM, inkwizytor Wenecji (1404–1406)[47]
- Ludovico da Pirano OFM, inkwizytor w Treviso (1418–1419)[48]
- Manfreddino di Pontremoli OFM, inkwizytor Werony (1421)[37]
- Scolastico de Monte Alcino OFM, inkwizytor Wenecji i Marchii Trewizańskiej (1433)[49]
- Luca Cioni OFM, inkwizytor Wenecji i Marchii Trewizańskiej (1434)[50]
- Ludovico da Strassoldo OFM, inkwizytor Akwilei i Concordii (1434)[51]
- Pietro da Tolentino OFM, inkwizytor Wenecji i Marchii Trewizańskiej (1440)[52]
- Girolamo da Assisi OFM, inkwizytor Wenecji (1441)[10]
- Lorenzo Giusti da Siena OFM, inkwizytor Marchii Trewizańskiej (1441)[53]

### Okres 1450–1544
- Antonio da Rovigo OFM, inkwizytor Wenecji i Marchii Trewizańskiej (1453)[54]
- Battista da Faenza OFM, inkwizytor Wenecji i Marchii Trewizańskiej (1455–1457)[55]
- Pietro da Foligno OFM, inkwizytor Wenecji i Marchii Trewizańskiej (1457)[56]
- Giovanni Dacre Zanetto da Udine OFM, inkwizytor Wenecji i Marchii Trewizańskiej (1460)[57]
- Dietale Biavarolo di Padova OFM, inkwizytor Wenecji (1465)[58]
- Giacomo Bonaccorsi OFM, inkwizytor Wenecji i Marchii Trewizańskiej (1468)[59]
- Francesco Bolzanio OFM, inkwizytor Marchii Trewizańskiej oraz diecezji Wenecji, Chioggii, Torcello, Trydentu, Belluno, Feltre, Adrii i Akwilei (1471–1472)[11]
- Giovanni di Gemona OFM, inkwizytor w Marchii Trewizańskiej (1473–1475)[60]
- Marco Pace da Lendinara OFM, inkwizytor Wenecji i Marchii Trewizańskiej (1479–1487)[12]
- Gabriele Bruni OFM, inkwizytor Wenecji i Marchii Trewizańskiej (1484–1514)[61]
- Andrea da Vicenza OFM, inkwizytor Padwy i Vicenzy (1488)
- Martino da Lendinara OFM, inkwizytor diecezji Padwy (1489)[62]
- Francesco da Piove OFM, inkwizytor Padwy i Vicenzy (1490)
- Giovanni Francesco Inzegnerati OFM, inkwizytor Padwy i Vicenzy (1491)
- Giovanni da Silicia OFM, inkwizytor Padwy i Vicenzy (1492)
- Giorgio da Udine OFM, inkwizytor Marchii Trewizańskiej i patriarchatu Akwilei (1493–1499)[60]
- Francesco Piave della Zotta OFM, inkwizytor diecezji Padwy i Vicenzy (1490)
- Antonio Mazzuchello OFM, inkwizytor diecezji Padwy i Vicenzy (1496–1500)[63]
- Niccolò Grassetti da Padova OFM, inkwizytor Padwy i Vicenzy (1494–1496, 1500–1504)
- Pietro Balotta da Padova OFM, inkwizytor Padwy i Vicenzy (1504–1516)
- Piero Pisani OFM, inkwizytor Wenecji i Marchii Trewizańskiej (1514–1516)[64]
- Francesco Pisani OFMConv, inkwizytor Wenecji i Marchii Trewizańskiej (1516–1530)[65]
- Domenico da Verona OFMConv, inkwizytor diecezji Padwy (1520–1530?)
- Francesco Sorio da Vicenza OFMConv, inkwizytor diecezji Vicenzy (1521–1530?)[66]
- Martino Tomasi da Treviso OFMConv, inkwizytor Marchii Trewizańskiej (1526–1542?)[67]
- Angelo Testa da Venezia OFMConv, inkwizytor diecezji Wenecji, Akwilei, Chioggii, Padwy, Vicenzy, Werony, Trydentu, Torcello, Adrii, Feltre i Belluno (1530–1533?)[13]
- Paolo Ziani da Venezia OFMConv, inkwizytor Wenecji i Marchii Trewizańskiej (1533–1537)
- Girolamo Fanti da Lendinara OFMConv, inkwizytor Wenecji i Marchii Trewizańskiej (1537–1541)
- Paolo Filomello da Venezia OFMConv, inkwizytor Wenecji i Marchii Trewizańskiej (1541–1544)[68]

## Inkwizytorzy dominikańscy Padwy i Vicenzy (1302–1477)

### Inkwizytorzy Padwy i Vicenzy (1302–1474)
- Florio da Verona OP (1303–1307)[69]
- Benigno da Milano OP, koinkwizytor (1303–1304)[69]
- Gerardino da Reggio OP, koinkwizytor (1307)[69]
- Benvenuto Borghesini da Bologna OP (1317)[70]
- Andrea de Sasso OP (1327–1337?, 1339?–1344)[71]
- Andalo de Ogiano OP (1337–1339?)[72]
- Giovanni da Rimini OP (1384)
- Tommaso da Alessandria OP (1410–1411)
- Giovanni de Vilo da Vicenza OP (1411–1430)
- Antonio Azari da Parma OP (1433–1440)[73]
- Cristoforo da Vicenza OP (1467–1474)[74]

### Inkwizytorzy Vicenzy (1474–1477)
- Gioacchino Torriani da Venezia OP (1474–1475)[75]
- Clemente da Venezia OP (1475)[76]
- Gioacchino Torriani da Venezia OP [ponownie] (1475–1477)[75]

### Inkwizytorzy Padwy (1474–1477)
- Giacomo della Porta de’ Valenza da Ferrara OP (1474–1477)[77]